# Comunidade Presbiteriana no Congo
A Comunidade Presbiteriana no Congo - em francês Communaute presbytérienne au Congo, geralmente abreviada como CPC - é uma denominação presbiteriana, integrante da Igreja de Cristo no Congo (ICC), uma união de 64 denominações protestantes na República Democrática do Congo.
Dentro da ICC, cada denominação recebe um número pelo qual é identificado, a CPC é identificada como a 31ª comunidade dentro da ICC.
Em 2006, a CPC tinha aproximadamente 2,5 milhões de membros, sendo a maior segunda maior denominação protestantes do país e a maior denominação reformada e presbiteriana.

## História
Em 1891, a Missão Presbiteriana Americana no Congo (da Igreja Presbiteriana nos Estados Unidos da América) iniciou seus trabalhos em Cassai.
A denominação rapidamente se espalhou por todo o país, sobretudo na região de Catanga.
A denominação tornou-se conhecida pelo seu trabalho social, educacional, bem como sua atuação mediadora em conflitos interétinos no sudeste da República Democrática do Congo.
A denominação administra a Universidade Presbiteriana do Congo.
Na década de 1970, grupos dissidentes formaram a Comunidade Presbiteriana em Cassai Oriental, Comunidade Presbiteriana em Cassai Ocidental e Comunidade Reformada de Presbiterianos.
No final da década de 1990, a denominação tinha cerca de 1.250.000 membros, com 964 pastores, em 525 igrejas.
Em 2006, a denominação relatou ao Conselho Mundial de Igrejas que tinha 2.500.000 membros, em 926 congregações e 672 pasotores.

## Doutrina
A comunidade permite a ordenação de mulheres em todos os seus cargos. Além disso, subscreve o Credo dos Apóstolos e a Confissão de Fé de Westminster.

## Relações intereclesiásticas
A CPC é membro do Conselho Mundial de Igrejas, da Conferência Pan-Africana de Igrejas, da Comunhão Mundial das Igrejas Reformadas e da Igreja de Cristo no Congo.
Além disso, tem relacionamento próximo com a Comunidade Presbiteriana de Quinxassa e a Comunidade Protestante de Shaba.